# 蘇俊郎
蘇俊郎是台灣第一位領有TCI合格攀樹執照的攀樹人員。原本是中國時報攝影記者，退休後到美國學習攀樹，回到台灣後推廣攀樹運動，並進行野外研究者的攀樹訓練。

## 相關新聞
- 日本經驗 爬樹自然愉悅 身障者一片天（中時） （页面存档备份，存于）
- 身障者爬樹復健 世界更寬廣 （页面存档备份，存于）
- 認識生態 鹿寮坑擁抱大樹（人間福報）
- 傳達人文關懷 蘇俊郎帶你爬樹 （页面存档备份，存于）
- 專業攀樹人　居高望世界（TVBS-一步一腳印發現新台灣） （页面存档备份，存于）